# Angoisses (Schenck)
Angoisses ou Angoisse (titre anglais : Anguish) est une peinture d'August Friedrich Schenck représentant une brebis se tenant au-dessus du corps de son agneau, entourée d'une multitude de corbeaux. Le tableau, présenté au Salon de 1878, où il éveilla de vives émotions chez les visiteurs, reproduit à de nombreuses reprises, est conservé depuis 1880 dans les collections de la National Gallery of Victoria de Melbourne, en Australie.
Le tableau figure parmi les œuvres les plus populaires du musée.

## Description
Une brebis se tient debout, au dessus du corps sans vie de son agneau, dans un décor enneigé et brumeux. Autour d’eux se tiennent des corbeaux, les fixant. La brebis semble hurler la mort de son petit.

## Historique
L'œuvre est présentée au public pour la première fois à Paris, en 1878, au Salon de peinture et de sculpture, sous le titre Angoisses (n° 2026 du catalogue du Salon). 
La peinture est ensuite exposée à Londres en 1879, où elle est achetée par le marchand d'art londonien Agnew's, qui la revend le 21 novembre 1879 à la National Gallery of Victoria, sur les conseils d'Alfred Taddy Thompson. Le tableau arrive à Melbourne l'année suivante.

## Réception, influence et postérité
Dès 1878, année de son exposition au Salon de Paris, la peinture de Schenck a été largement diffusée — et popularisée — par les nombreuses reproductions qui en ont été faites. Cette année-là, Charles Maurand en réalise une première gravure, pour la revue illustrée L'Art. Une seconde gravure, réalisée l'année suivante par Tiburce de Mare, est présentée au Salon de 1879.
Angoisses figure depuis plus d'un siècle parmi les œuvres les plus appréciées de la National Gallery of Victoria : en 1906, un vote place le tableau parmi les cinq items les plus populaires de la collection; en 2011, à l'occasion du 150e anniversaire du musée, la peinture est de nouveau apparue parmi les dix œuvres préférées du public.
- Le tableau reproduit en gravure

"Le
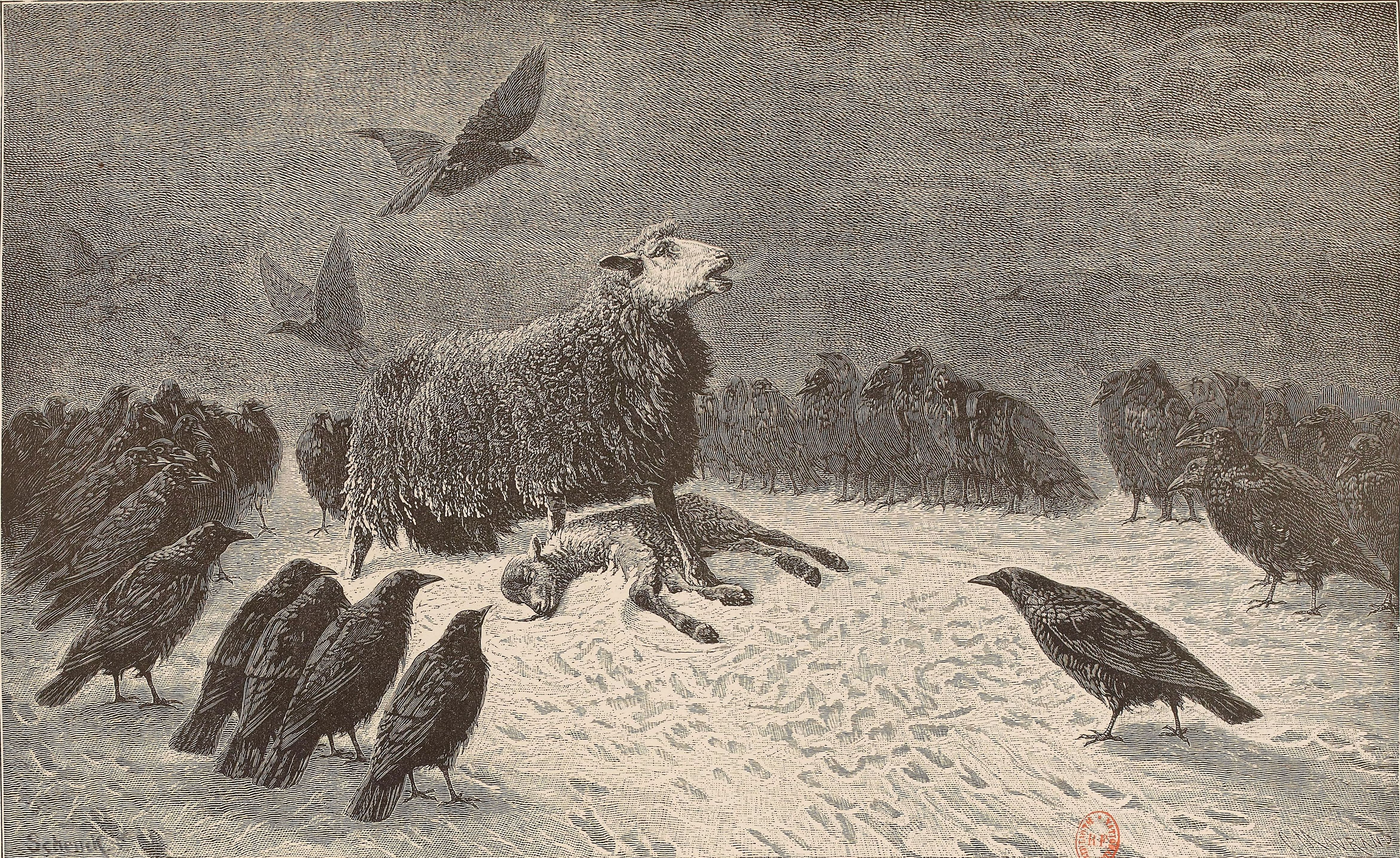
Gravure de Charles Maurand parue dans L'Art.
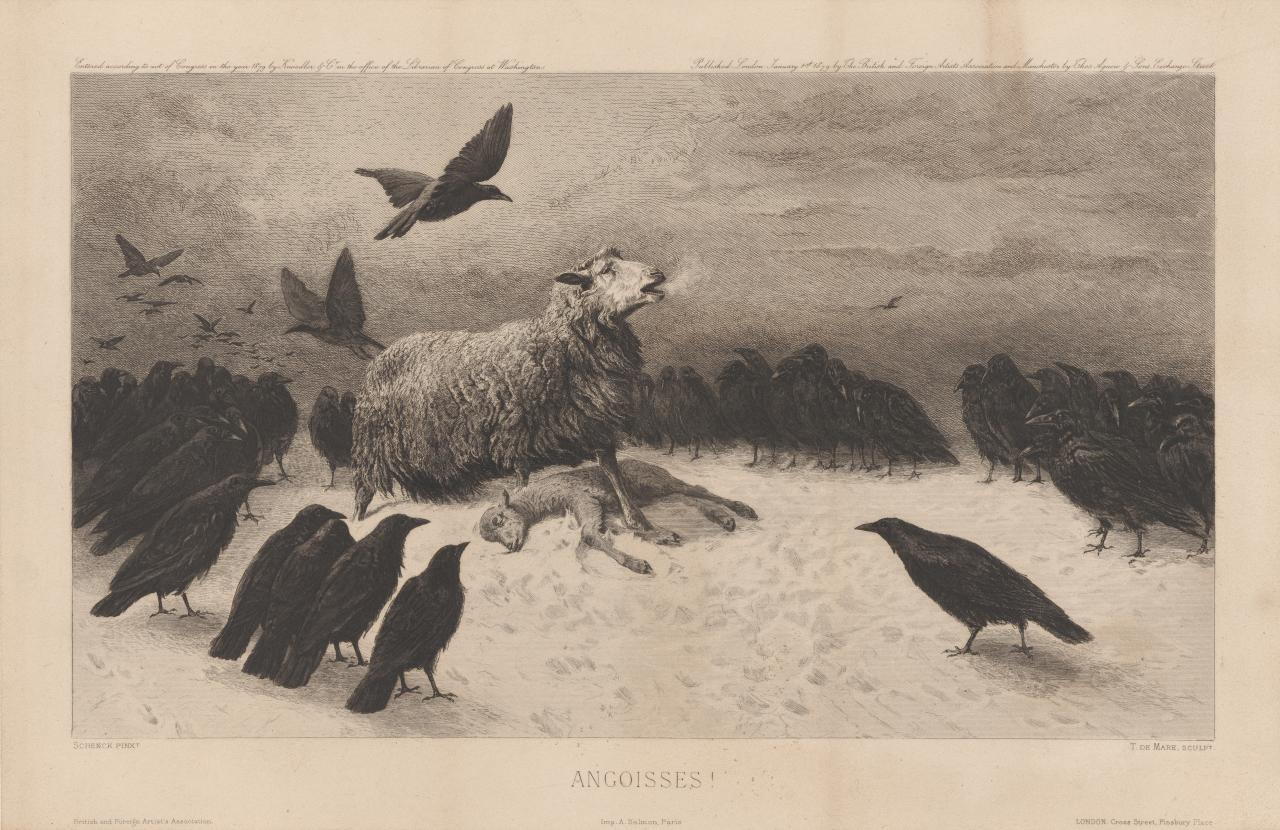
Gravure de Tiburce de Mare.

## Œuvres en relation

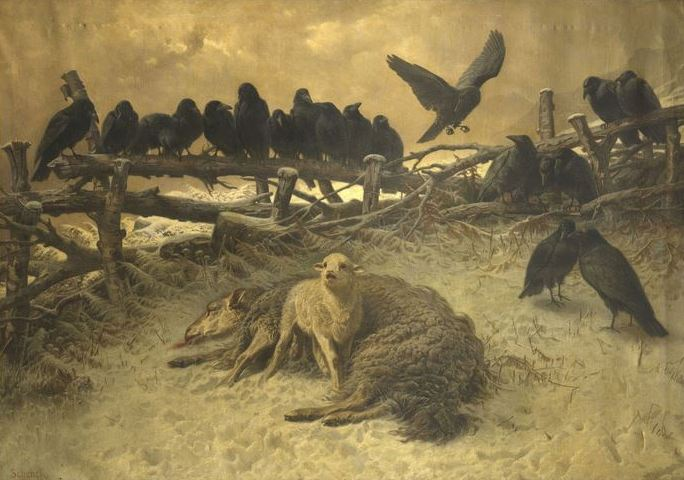
L'Orphelin, souvenir d'Auvergne, vers 1885, musée d'Orsay.

Schenck favorise dans ses œuvres la thématique animalière, qu'une notice du Musée d'Orsay résume ainsi : « sur un fond de paysage – le plus souvent enneigé –, il dispose des chevaux, des chiens ou des moutons dans une mise en page resserrée. La proximité d'avec le sujet favorise l'empathie face à des scènes non dénuées d'une certaine sentimentalité. » La mise en scène de moutons, par exemple aux prises avec les éléments, est donc un motif récurrent chez l'artiste.
Une de ses œuvres présente, en quelque sorte, une version inversée d'Angoisses. Dans L'Orphelin, souvenir d'Auvergne, présenté au salon de 1885 et conservé au musée d'Orsay, un frêle agneau se presse contre le corps de sa mère, sous les yeux attentifs d'une cohorte de corbeaux.